# Рошон, Алексис-Мари де
Алексис-Мари де Рошон (фр. Alexis-Marie de Rochon; 21 февраля 1741 — 5 апреля 1817) — французский аббат, физик и астроном.
Член Парижской академии наук.
С 1765 года библиотекарь Королевской морской академии в Бресте. Затем, в звании морского астронома сопровождал экспедицию в Марокко, где произвёл измерения долгот нескольких пунктов.
Совершив ещё два научных путешествия, он был назначен в 1774 году консерватором частного королевского кабинета в Мюэте, а в 1796 году директором брестской обсерватории. Рошон выполнил ряд работ по физической и астрономической оптике. И в настоящее время иногда употребляется двупреломляющая призма Рошона.
Младший брат — генерал Жан-Пьер Морис де Рошон (1749—1796).